# ATS F1
 Auto Technisches Spezialzubehör  va ser un equip de cotxes de competició alemany fundat per Günther Schmidt que va arribar a disputar curses a la Fórmula 1.
L'equip tenia la base a Bad Dürkheim, prop del circuit de Hockenheimring.

## A la F1
La primera cursa a la F1 va ser el G.P de l'oest dels Estats Units de la temporada 1977, però com a escuderia pròpia va debutar a la primera cursa de la temporada 1978, al GP de l'Argentina.
L'equip va prendre part en 8 temporades consecutives (1977 - 1984) disputant un total de 101 Grans Premis (amb 150 monoplaces) aconseguint una cinquena posició com millor classificació en una cursa (en tres ocasions) i assolí un total de 8 punts pel campionat del món de constructors.

## Resultats a la Fórmula 1
| Curses: | Victòries: | Pòdiums: | Poles: | Voltes ràpides: | Punts: |
| ------- | ---------- | -------- | ------ | --------------- | ------ |
| 101     | 0          | 0        | 0      | 0               | 8      |